# Mr Moskeeto
Mr Moskeeto (titre original japonais : 蚊 - Ka (littéralement : « Moustique »); titre américain : Mister Mosquito) est un jeu vidéo développé par ZOOM Inc. et édité par Eidos Interactive sous la marque « Fresh Games », sorti en Europe en 2002 sur PlayStation 2. Le jeu est sorti initialement au Japon le 21 juin 2001, édité par Sony Computer Entertainment.
Le joueur dirige un moustique nommé Mr Moskeeto (dans le rôle-titre), qui a établi sa résidence dans la maison de la famille Yamada, des humains grandeur nature faisant office de garde-mangers ambulants pour lui. L'objectif du jeu est de faire des réserves de sang pendant l'été pour que le moustique puisse survivre à l'hiver qui vient. La tâche du joueur est de sucer le sang des membres de la famille sur des endroits spécifiques de leur corps, sans se faire repérer. Si le joueur n'est pas prudent, l'humain s'énerve et finit par l'attaquer.

## Système de jeu
Le système de jeu est centré sur une chose : sucer le sang des membres de la famille Yamada pendant qu'ils vaquent à leurs occupations quotidiennes. Cependant, le joueur ne peut se nourrir qu'à certains endroits bien précis du corps, qui ne sont accessibles qu'à des moments spécifiques. Chaque membre de la famille suit un schéma de mouvements prédéfini. Dans chaque niveau, le joueur doit atteindre un quota de sang. La difficulté vient du fait que chaque victime a une jauge de stress. Le joueur doit s'assurer que la victime n'a pas détecté sa présence. Aspirer trop vite ou trop lentement augmente le niveau de stress de la victime. Si Mr Moskeeto se fait écraser pendant qu'il aspire le sang, la mort est immédiate. Si le joueur est repéré par une victime pendant qu'il vole alentours, le mode Combat s'engage (comme un combat contre un boss). La victime essaie d'attaquer Mr Moskeeto de plusieurs façons différentes. Pour la calmer, le joueur doit toucher plusieurs points de relaxation sur le corps de celle-ci, pour faire baisser son stress. Une fois que la victime est suffisamment relaxée, elle retourne à ses affaires. 
Le jeu se compose d'une série de niveaux qui se débloquent dans un ordre bien précis en terminant chaque niveau précédent. Les joueurs peuvent choisir leur propre chemin dans un niveau. Au début de chaque niveau, un briefing donne des détails sur la pièce dans laquelle le niveau se déroule, sur les dangers qui pourraient survenir, ainsi que sur la victime et sur les endroits du corps où elle peut être piquée. Les pièces de chaque niveau peuvent être explorées dans leur intégralité. Chaque pièce renferme des objets cachés dans des endroits sombres qui peuvent apporter divers bonus. « Les déplacements s'effectuent au stick analogique, à la manière d'un jeu de combat aérien. »

## Développement
Mr Moskeeto fut annoncé en mars 2001, peu avant le Tokyo Game Show. Le jeu devait alors s'appeler Ka: Yamada-ke No Natsu (蚊 ～山田家の夏～, soit littéralement : « Moustique : L'Été dans la résidence Yamada »). Le jeu fut édité au Japon par Sony le 21 juin 2001. C'est Eidos Interactive qui édita ensuite le jeu en Europe et en Amérique du Nord, en 2002, sous la marque « Fresh Games. » Selon Kevin Gill de Eidos, la société a décidé d'éditer des jeux comme Mr Moskeeto car ceux-ci sont souvent qualifiés d'« étranges » ou de « bizarres », mais possèdent un gameplay « excellent », et que ceux-ci auraient autrement peu de chances d'être localisés hors du Japon.

## Accueil et postérité
En 2008, Game Informer nomma Mr Moskeeto dans son « top 10 des jeux les plus bizarres de tous les temps. » La chaîne G4 inclut aussi le jeu dans sa propre liste de jeux bizarres. GamesRadar fit figurer Mr Moskeeto dans la liste des « 7 meilleurs... jeux qui reviennent moins cher que de suivre une thérapie » en tant que remède à l'entomophobie, ainsi que dans la liste des « animaux complètement nazes dont on a fait des héros de jeux vidéo. » Dans cette dernière liste, le contributeur Matt Cundy conclut de façon humoristique : « Étant donné que les moustiques tuent des millions de gens chaque année, on aurait pu croire qu'un jeu qui met les joueurs aux commandes d'un tueur en série aussi notoire aurait davantage soulevé la controverse. »
Selon Famitsu, Mr Moskeeto était le cinquième jeu le plus vendu au Japon pendant sa semaine de lancement, avec 41 006 unités vendues. Fin 2001, environ 160 210 exemplaires avaient trouvé preneur dans le pays. L'année suivante, le jeu fut réédité dans la gamme de jeux à prix réduit « PlayStation 2 the Best » (équivalent de la gamme « Platinum » en Europe). Les ventes de Mr Moskeeto dans les autres territoires furent apparemment bien moins réussies. Le 3 juin 2003, une suite appelée 蚊2 レッツゴーハワイ - Ka 2: Let's Go Hawaii (littéralement : « Ka 2 : allons à Hawaï ») est sortie, au Japon seulement. Le jeu se déroule à Hawaï, après que la famille Yamada y ait gagné des vacances. Le système de jeu est largement le même que celui-ci du premier opus, mais ajoute quelques nouvelles fonctionnalités. Le joueur peut en outre à présent piquer n'importe où sur le corps des humains, et pas seulement à des endroits prédéfinis. Enfin, un nouveau système de points de relaxation est mis en place pour les phases où le joueur doit calmer son attaquant en cas de poursuite. En 2004 le PlayStation Magazine officiel américain a cité cette suite comme étant un des nombreux jeux japonais et européens que le magazine aurait souhaité voir localisés en Amérique du Nord.